# Ołeksandr Pobiedonoscew
Ołeksandr Wiktorowycz Pobiedonoscew, ukr. Олександр Вікторович Побєдоносцев (ur. 19 listopada 1981 w Kijowie) – ukraiński hokeista, reprezentant Ukrainy.

## Kariera
- Sokił Kijów 2 (1998–1999)
- Kryżynka Kijów (1999–2000)
- Sokił Kijów (2000–2003)
  -  HK Kijów (2000)
- Olimpija Kirowo-Czepieck (2003–2004)
- HK Mohylew (2004–2008)
- Sokił Kijów (2008–2010)
- HK Homel (2010–2011)
- Donbas Donieck / Donbas Donieck 2 (2011–2012)
- Berkut Kijów (2012–2013)
- Titan Klin (2013–2014)
- Bejbarys Atyrau (2014–2015)
- Jertys Pawłodar (2015)
- Generals Kijów (2015–2016)
- Donbas Donieck (2016–2017)

Od sierpnia 2013 zawodnik klubu Titan Klin. Od sierpnia 2014 zawodnik Bejbarysu Atyrau w lidze kazachskiej (wraz z nim jego rodak Wiktor Zacharow). Od lutego 2015 zawodnik Jertysu Pawłodar w tej samej lidze (wraz z nim także W. Zacharow). Od sierpnia 2015 zawodnik Generals Kijów. Od lipca 2016 ponownie zawodnik Donbasu Donieck. Po sezonie 2016/2017 zakończył karierę.
W barwach juniorskich reprezentacji Ukrainy uczestniczył w turniejach mistrzostw Europy juniorów do lat 18 edycji 1998, mistrzostw świata juniorów do lat 18 edycji 1999, mistrzostw świata juniorów do lat 20 edycji 2000, 2001. Brał udział w turnieju zimowej uniwersjady edycji 2001. W barwach reprezentacji seniorskiej uczestniczył w turniejach mistrzostw świata edycji 2005, 2006, 2007 (Elita), 2008, 2009, 2010, 2011, 2012, 2013 (kapitan zespołu), 2014, 2015, 2016 (Dywizja I).
Podczas turnieju MŚ 2005 kontrola antydopingowa wykazała niedozwolone środki w jego organizmie, w związku z czym został wykluczony z turnieju.

## Sukcesy
Reprezentacyjne
- Brązowy medal zimowej uniwersjady: 2001
- Awans do MŚ Dywizji I Grupy A: 2013, 2016

Klubowe
- Brązowy medal Wschodnioeuropejskiej Hokejowej Ligi: 2001, 2003 z Sokiłem Kijów
- Złoty medal mistrzostw Ukrainy: 2003, 2009, 2010 z Sokiłem Kijów, 2012 z Donbasem Donieck 2, 2017 z Donbasem Donieck
- Srebrny medal mistrzostw Ukrainy: 2001, 2002 z Sokiłem Kijów, 2016 z Generals Kijów
- Brązowy medal mistrzostw Białorusi: 2005 z HK Mohylew
- Trzecie miejsce w Pucharze Kontynentalnym: 2012 z Donbasem Donieck
- Półfinał Wysszaja Chokkiejnaja Liga: 2012 z Donbasem Donieck
- Złoty medal mistrzostw Kazachstanu: 2015 z Jertysem Pawłodar

Indywidualne
- Mistrzostwa Świata w Hokeju na Lodzie 2012/I Dywizja Grupa A:
  - Szóste miejsce w klasyfikacji kanadyjskiej turnieju: 5 punktów[8]
  - Pierwsze miejsce w klasyfikacji kanadyjskiej wśród obrońców turnieju turnieju: 5 punktów[9]
  - Trzecie miejsce w klasyfikacji strzelców turnieju: 4 gole[10]
  - Pierwsze miejsce w klasyfikacji strzelców wśród obrońców turnieju: 4 gole[9]
  - Skład gwiazd turnieju[11]
- Profesionalna Chokejna Liha (2012/2013):
  - Drugie miejsce w klasyfikacji asystentów w sezonie zasadniczym: 21 asyst[12]
- Mistrzostwa Świata w Hokeju na Lodzie 2015/I Dywizja#Grupa A:
  - Jeden z trzech najlepszych zawodników reprezentacji w turnieju[13]
- Mistrzostwa Świata w Hokeju na Lodzie 2016/I Dywizja#Grupa B:
  - Zwycięski gol w meczu z Wielką Brytanią 23 kwietnia 2016, przesądzający o awansie do Dywizji IA[14]